# Marthula minna
Marthula minna är en fjärilsart som beskrevs av William Schaus 1906. Marthula minna ingår i släktet Marthula och familjen tandspinnare. Inga underarter finns listade i Catalogue of Life.